# 朗斯河畔朗格罗莱
朗斯河畔朗格罗莱（法語：Langrolay-sur-Rance，法語發音：[lɑ̃ɡʁɔlɛ syʁ ʁɑ̃s]）是法国阿摩尔滨海省的一个市镇，位于该省东北部，属于迪南区。

## 地理
朗斯河畔朗格罗莱（48°33'15"N, 2°0'9"W）面积5.28 平方千米，位于法国布列塔尼大區阿摩尔滨海省，该省份为法国西北部沿海省份，位于布列塔尼半岛北部，北濒大西洋英吉利海峡，西接菲尼斯泰尔省，南至莫尔比昂省，东临伊勒-维莱讷省。
与朗斯河畔朗格罗莱接壤的市镇（或旧市镇、城区）包括：朗斯河畔普卢埃尔、朗斯河畔勒米尼伊克、普勒尔蒂。

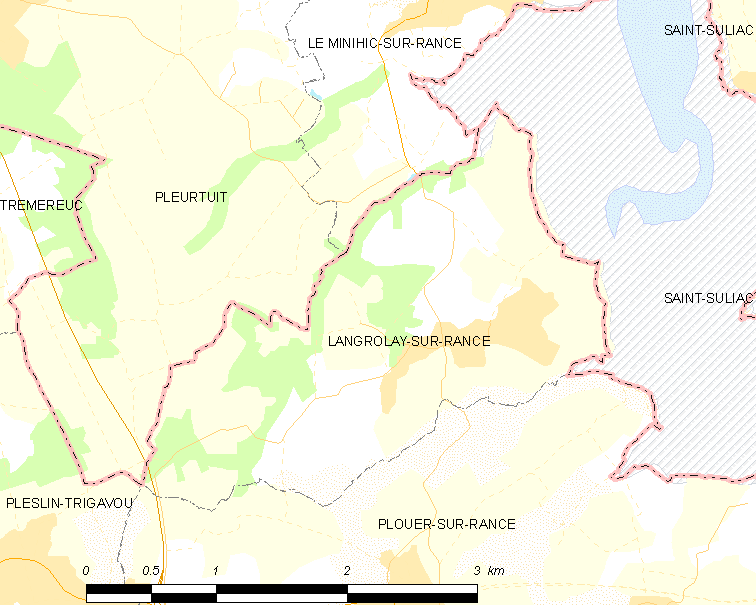
朗斯河畔朗格罗莱的OSM定位图

朗斯河畔朗格罗莱的时区为UTC+01:00、UTC+02:00（夏令时）。

## 行政
朗斯河畔朗格罗莱的邮政编码为22490，INSEE市镇编码为22103。

## 政治
朗斯河畔朗格罗莱所属的省级选区为普莱兰-特里加武县。

## 人口

1962-2008年间朗斯河畔朗格罗莱人口变化图示

朗斯河畔朗格罗莱于2022年1月1日时的人口数量为992人。